# Zorocrates gnaphosoides
Zorocrates gnaphosoides is een spinnensoort uit de familie Zoropsidae. De soort komt voor in van Mexico tot El Salvador.